# الیسون، نیو ساوت ولز
الیسون (به انگلیسی: Alison) یک منطقهٔ مسکونی در استرالیا است که در نیو ساوت ولز واقع شده‌است.